# سپیده رشنو
سپیده رشنو (زادهٔ ۲۹ مهر ۱۳۷۳) نویسنده و شاعر اهل لرستان ایران است.  وی در تیر ۱۴۰۱ در پی انتشار فیلم درگیری با یک زن دیگر با موضوع حجاب، در اتوبوس، بازداشت شد و به همین خاطر دادگاهی شد. او در دادگاه، به جرم «فراهم آوردن موجبات فساد و فحشاء» با سه عنوان اتهامی دیگر؛ «اجتماع و تبانی علیه امنیت کشور» و «فعالیت تبلیغی علیه نظام» و «بی‌حجابی در معابر» به حبس تعلیقی محکوم شد. از او در طول بازداشتش، اعتراف‌های اجباری تلویزیونی پخش شد. برای او دو پرونده قضایی دیگر نیز تشکیل شد که مجموعاً به تحمل ۳ سال و ۱۱ ماه حبس و ۱۱ میلیون ۵۰۰ هزار تومان جزای نقدی محکوم شد.
او در فهرست ۱۰۰ زن تأثیرگذار سال ۲۰۲۳ شبکه جهانی بی‌بی‌سی قرار گرفت.

## زندگی‌نامه
سپیده رشنو متولد ۲۹ مهر ۱۳۷۳ است. او در زمینه شعر و داستان‌نویسی فعالیت می‌کند.

### انتشار ویدئوی درگیری بر سر حجاب
در ۲۵ تیر ۱۴۰۱ ویدئویی در شبکه‌های اجتماعی فارسی‌زبان منتشر شد که در آن یک زن چادری یک زن دیگر را که دارد از او فیلم می‌گیرد تهدید می‌کند که فیلم را برای سپاه می‌فرستد. مشاجره بین این دو زن بالا می‌گیرد و با مداخله بقیه مسافران اتوبوس، زنی که تذکر حجاب داده از اتوبوس به بیرون رانده شد. دو زن درگیر در این ویدئو، رایحه ربیعی و سپیده رشنو معرفی شدند.

### بازداشت در سال ۱۴۰۱
در پی بازتاب این ویدئو خبرگزاری فارس در ۲۶ تیر خبر داد زنی که عامل درگیری بوده دستگیر شده است. پس از آن برخی رسانه‌ها و فعالان و نهادهای حقوق بشری خبر دادند که زن دستگیرشده، سپیده رشنو نام دارد. اتهام‌های او به چندین روز پس از دستگیری، «اجتماع و تبانی به قصد ارتکاب جرم علیه امنیت کشور ازطریق ارتباط با افراد خارج‌نشین»، «فعالیت تبلیغی علیه جمهوری اسلامی»، «تشویق مردم به فساد و فحشاء» عنوان شد.
در ۸ مرداد ۱۴۰۱ سازمان صدا و سیمای جمهوری اسلامی ایران فیلمی از اعترافات اجباری تلویزیونی رشنو پخش کرد. برخی از رسانه‌ها و کاربران شبکه‌های اجتماعی به مشخص بودن آثار شکنجه در صورت او در این ویدئو اشاره کردند. آثار کبودی و زخم به صورت تیره شدن رنگ پوست در اطراف چشم او دیده می‌شد. او یک هفته پیش از پخش این اعتراف اجباری، به دلیل ضرب و شتم مأموران دچار خون‌ریزی داخلی شده و به بیمارستان منتقل شده بود. هرانا نیز از بستری شدن او در تاریخ ۳۰ تیر در بیمارستان طالقانی به خاطر خونریزی داخلی خبر داد.
سپیده رشنو ۸ شهریور ۱۴۰۱ با تودیع وثیقه ۸۰۰ میلیون تومانی به صورت موقت از زندان آزاد شد.

#### حکم دادگاه
برادر سپیده رشنو ۶ دی ۱۴۰۱ در اکانت ایکس (توییتر سابق) خود اعلام کرد حکم خواهرم سپیده رشنو پس از رفع اتهام «فراهم آوردن موجبات فساد و فحشاء» با سه عنوان اتهامی دیگر؛ «اجتماع و تبانی علیه امنیت کشور» و «فعالیت تبلیغی علیه نظام» و «بی‌حجابی در معابر» قطعی شد و «پنج سال حبس تعلیقی (تعلیقِ مراقبتی)» گرفته است. او همچنین اعلام کرد سپیده رشنو در ایام تعلیق مراقبتی موظف به تهیه پژوهشنامه‌ای در ۱۱۰ صفحه دربارهٔ وطن‌دوستی، ادب و آسیب‌رسانی به افکار عمومی، با اقتباس از کتاب‌های «۵۳ سال حکومت پهلوی به روایت دربار»، «نوزده پله الهی به سوی آرامش»، «نظم، آنچه همه دوست دارند» و «سه دقیقه در قیامت» شده که در هر صفحه باید یک مطلب با ذکر آدرس از کتب یاد شده درج شود.
به نوشته برادر سپیده رشنو، او باید در دفتر نظارت و پیگیری ضابطین این پرونده «حضور فصلی» داشته باشد و حضورش را ثبت کند. او همچنین در ایام تعلیق موظف به «کسب مجوز از مقام قضایی (قاضی اجرای احکام با موافقت سرپرست) به منظور مسافرت به خارج از کشور» است. سامان رشنو در بخش دیگری از این توییت آورده است: «یکی از مصادیق اتهامی سپیده برای تبلیغ علیه نظام، نوشتن چند نقد ادبی در مورد صادق هدایت بود.»

### محرومیت از تحصیل
سپیده رشنو که دانشجوی مقطع کارشناسی دانشگاه الزهرا در رشتهٔ نقاشی است روز شنبه ۲۳ اردیبهشت ۱۴۰۲ در اینستاگرام عکسی بدون حجاب اجباری از خود منتشر کرد و گفت دانشگاه الزهرا او را به دلیل «عدم رعایت پوشش اسلامی»، ۲ ترم با احتساب سنوات از تحصیل منع کرده است. او در اینستاگرامش نوشت: «بعد از کمیته انضباطی گفتند دو ترم برو مرخصی. گفتم مرخصی اجباری نمی‌روم. تعلیق کردند. گفتم من بعد از دو ترم تعلیق برمی‌گردم ولی با همین پوشش برمی‌گردم.»

### احضار و بازداشت در سال ۱۴۰۲
بعد از گذشت چند روز از رسانه‌ای شدن خبر تعلیق او از دانشگاه، سپیده رشنو ۷ خرداد ۱۴۰۲ از احضار مجدد خود به شعبه ۱ دادیاری دادسرای عمومی و انقلاب ناحیه ۳۳ تهران خبر داد. رشنو در اینستاگرام خود نوشت: «پرونده جدید ساخته شده و امروز ابلاغیه زدن که برای تفهیم «اتهام» یا «اتهامات انتسابی» باید برم دادسرای اوین. مثل این که همین پنج تا پست اینستاگرام کافی بوده.»
سپیده رشنو پنج‌شنبه ۱۱ خرداد در اینستاگرام خبر داد پس از مراجعه به دادسرا با اتهام «تشویق مردم به فساد و فحشا و تبلیغ علیه نظام» بازداشت و به بازداشتگاه اوین منتقل شد. سپیده رشنو می‌گوید در بازجویی‌های جدید به او گفته شده «چون صفحات افرادی را دنبال می‌کنم، پس با آن‌ها در ارتباطم» و اتهام دعوت به «فساد و فحشا» به دلیل انتشار «تنها یک عکس بدون روسری» به او وارد شده است. خود او نوشته است که پس از این بازجویی‌ها، با قرار وثیقه یک میلیارد تومانی به صورت «عاریه‌ای» آزاد شد اما به او گفته‌اند به اتهام «تشویق مردم به فساد و فحشا و تبلیغ علیه نظام» تا زمان تشکیل دادگاه، حق خروج از تهران ندارد.

#### حکم دادگاه
سپیده رشنو پس بازداشت و پایان تحقیقات، در دادسرای شهید مقدس دفاعیات اولیه را به تنهایی و بدون وکیل انجام داد. در نهایت دادسرا نسبت به اتهام «فعالیت تبلیغی علیه نظام»، منع تعقیب صادر کرد ولی دربارهٔ اتهام «اشاعه فساد و فحشا»، اقدام به صدور کیفرخواست کرد. در نهایت پرونده با همین عنوان اتهامی به شعبه ۱۰۹۹ دادگاه ارشاد ارجاع شد. دادگاه او در روز دهم مهرماه ۱۴۰۲ جلسه رسیدگی به این عنوان اتهامی را برگزار کرد اما به خاطر عدم رعایت حجاب در دادگاه، جلسه رسیدگی بدون حضور او و تنها با حضور وکیلش برگزار شد.
در نهایت، عنوان اتهام سپیده رشنو از «اشاعه فساد و فحشا» به «جریحه دار کردن عفت عمومی» تغییر کرد و دادگاه در نهایت با همین عنوان اتهامی اقدام به صدور حکم برای ایشان نمود. بر این اساس او به شش ماه زندان، ده میلیون تومان جریمه نقدی، یک سال ممنوعیت از حضور در اینستاگرام و امحا و حذف دائمی صفحه فعلی خود محکوم شده است. همچنین به دلیل صدور این حکم، حکم قبلی سه سال و هفت ماه زندان که مربوط به پرونده رایحه ربیعی بود، از تعلیق خارج می‌شود. پس از اعتراض به رأی دادگاه بدوی، شعبه یک دادگاه تجدیدنظر عنوان اتهامی را مجدداً از «جریحه‌دار کردن عفت عمومی» به «انتشار تصاویر مبتذل در فضای مجازی» تبدیل و مجازات سپیده را از ۶ ماه حبس به ۴ ماه کاهش داد و همچنین مجازات نقدی در نظر گرفته شده را نیز حذف کرد. این دادگاه همچنین با سکوت خود دربارهٔ حکم تکمیلی صادر شده علیه سپیده رشنو، عملاً رأی به تأیید آن داده است. با قطعی شدن این حکم حبس ۴ ماهه، حکم تعلیقی پیشین رشنو نیز به جریان خواهد افتاد و وی مجموعاً به تحمل ۳ سال و ۱۱ ماه حبس محکوم شده است. او از زمان ارسال پرونده به اجرای احکام، ممنوع‌الخروج هم شد.

### پرونده سوم
پرونده سوم به دلیل حضور بدون حجاب سپیده رشنو در جلسه دادگاه در تاریخ دهم مهرماه علیه وی تشکیل شد. او دربارهٔ این پرونده گفته که به یک میلیون و ۵۰۰ هزارتومان جزای نقدی محکوم شده است.
رشنو در ۲۶ بهمن ۱۴۰۲ خبر داد که باید خودش را برای گذراندن حبس، به زندان معرفی کند. اما به خاطر دادگاه تجدید نظر حکم حبس تعلیق شد.

### احضار در سال ۱۴۰۳
سه‌شنبه ۲ مرداد ۱۴۰۳ قوه قضاییه جمهوری اسلامی به سپیده رشنو اعلام کرد که باید خود را برای اجرای حکم ۳ سال و ۷ ماه حبس، در رابطه با پرونده سال ۱۴۰۱ به زندان اوین معرفی کند.   سامان رشنو، برادر سپیده رشنو، روز سه‌شنبه دوم مردادماه در اینستاگرام نوشت که «دیروز از اجرای احکام تماس گرفتند و سپیده باید شنبه ششم مردادماه خود را به زندان اوین تحویل دهد.» آقای رشنو با بیان اینکه خواهرش از ۲۰ اسفندماه سال گذشته تاکنون «بارها» با ابلاغیه و تماس تلفنی احضار شده، نوشت دیوان عدالت اداری حکم حبس خانم رشنو را به جریمه تبدیل کرده اما «چون عنوان اتهامی عوض نشده، حبس تعلیقی به اجرا در می‌آید». 
شنبه ۶ مرداد ۱۴۰۳ سامان رشنو در توییتی نوشت که اجرای حکم خواهرش سپیده رشنو تا تاریخ ۱۳ مرداد به تعویق افتاده است. او در توییتر نوشت: «طبق احضاری که کرده‌بودن همراه وکیل و سپیده امروز به اجرای احکام مراجعه‌ کردیم. اجرای حکم تا ۱۳ مرداد به تعویق افتاد. اعاده‌ دادرسی دوم ثبت شده و امیدواریم با تغییر عنوان اتهامی پرونده‌ی دوم حبس تعلیقی پرونده اول به اجرا درنیاد.» 

## واکنش‌ها و حاشیه‌ها پس از بازداشت
در واکنش به دستگیری سپیده رشنو کاربران توییتر فارسی یک طوفان توییتری را با هشتگ «سپیده رشنو کجاست» آغاز کردند. این هشتگ در روزهای پس از پخش اعترافات تلویزیونی او فراگیر شد تا جایی که مرکز رسانه قوه قضائیه عکس جدیدی از سپیده رشنو در حال تفهیم اتهام منتشر کرد.
نیلوفر حامدی که از اولین خبرنگارانی بود که جهت پیگیری واقعه با خانواده و وکیل سپیده رشنو مصاحبه کرد، پس از ایجاد پوشش خبری برای سپیده رشنو، به علت تهیهٔ خبری درمورد مهسا امینی بازداشت شد.
نام سپیده رشنو در فهرست صد زن الهام‌بخش و تأثیرگذار سال ۲۰۲۳ بی‌بی‌سی به چشم می‌خورد.

### واکنش‌ها به پخش اعترافات اجباری
پخش فیلم اعترافات با عنوان «اعتراف اجباری»، واکنش‌های گسترده کنشگران و کاربران شبکه‌های اجتماعی را در پی داشت و محکوم شد. محسن برهانی، وکیل دادگستری و عضو هیئت علمی دانشگاه تهران گفت که مدیران صداوسیما بابت پخش چهره سپیده رشنو در برنامه «اعتراف اجباری» تلویزیون «قابل مجازات» هستند. این حقوقدان دارای دکترای حقوق جزا و جرم‌شناسی و دانش‌آموخته حوزه علمیه قم، در توئیتی در روز یکشنبه، نهم مرداد ۱۴۰۱ گفته است که «به استناد مواد ۹۱ و ۹۶ قانون آیین دادرسی کیفری، پخش تصویر سپیده رشنو ممنوع است و مدیران صداوسیما و سایر افرادی که اقدام به این امر کرده‌اند، به استناد ماده ۶۴۸ تعزیرات قابل مجازات هستند.» احمد حیدری از روحانیان و استاد دانشگاه آزاد نیز این اعتراف‌گیری را غیرشرعی دانست. آذری جهرمی هم در پیامی از پخش این اعتراف ابراز ناراحتی کرد و آن را «خوراک حمله به اسلام و حجاب» معرفی کرد.
مهدی یراحی، خواننده معترض در واکنش به پخش اعتراف‌های سپیده رشنو از تلویزیون جمهوری اسلامی نیز در توییتی نوشت: «از صدا و سیمای جمهوری اسلامی به‌غایت بیزارم و تصریحا اعلام می‌دارم که این نهاد ضد مردمی، تحت هیچ شرایطی حق استفاده و پخش هیچ‌یک از آثارم را ندارد.» شهریور ۱۴۰۲، ابراهیم داروغه‌زاده، از مدیران پیشین صدا و سیما و وزارت ارشاد و همچنین دبیر سابق جشنواره فجر در برنامه زنده «جام جم» در شبکه یک صدا و سیما گفت که اگر مسئول بود، اجازه نمی‌داد «اعترافات اجباری» سپیده رشنو از تلویزیون پخش شود.

## آثار

### یاداشت‌های شخصی
سپیده رشنو در اینستاگرام در این باره نوشت: «چهار سال حبس به خاطر داشتنِ مو به همان اندازه بلاهتِ محض است که انگار کسی را به خاطر داشتنِ دست یا پا زندانی کنند. فقط کاش می‌توانستم به خانواده‌ام بفهمانم که سرافکنده نیستم. رنجِ‌شان را نمی‌خواستم. به پدرم بفهمانم که زندانی شدنِ دخترش مایهٔ ننگ نیست و آدم‌های آن روستایِ ما هم دارند تغییر می‌کنند. به خواهرم بگویم که زندانی شدنِ من را از دوقلوها قایم نکن. بگو زندان است اما مجرم نیست. پای حقوقش مانده. پای آینده‌ای که برای آن‌هاست. شما هم خوش‌حال نباشید. چهار سال اسارتِ سیاه نمی‌تواند تغییری در حقیقت ایجاد کند. شما به آگاهی و اراده‌ها باخته‌اید.»

### کتاب‌ها
سپیده رشنو در تاریخ ۲۳ خرداد ۱۴۰۲ در اینستاگرام کتاب شعر منتشرشده‌اش را معرفی کرد. این کتاب با عنوان «درخت نام اوست» توسط انتشارات سرزمین اهورایی در سال ۱۴۰۱ منتشر شد. انتشارات سرزمین اهورایی مهر ۱۴۰۲ در اینستاگرام اعلام کرد که کتاب به چاپ هشتم رسیده است.